# Горг I
Горг I (*Γόργος, д/н —бл. 480 до н. е.) — цар Саламіну у 510/500—498 і 497—480 роках.

## Життєпис
Походив з династії Тевкридів. Старший син Херса, царя Саламіна. Можливо близько 510 року до н. е. став співволодарем батька. До 500 року до н. е. здійснював вже самостійне царювання. Обіймав проперсидську позицію, надаючи флот для походів персів в Егейському морі. Також не підтримав Іонічне повстання малоазійських грецьких міст. За це середній брат Онесіл влаштував 498 року до н. е. змову, внаслідок якої Горга було повалено.
Горг втік до перського царя Дарія I. Останній відправив війська на чолі із Артібієм. Після поразки Онесіла 497 року до н.е. Горга було відновлено на троні. Він володарював до самої смерті у 480 році до н. е. Після цього трон посів його молодший брат Філаон.